# 25951 Pamross
25951 Pamross este o planetă minoră (asteroid) din centura de asteroizi. A fost descoperită pe 15 martie 2001 la Stația Anderson Mesa de Lowell Observatory Near-Earth-Object Search. 
Obiectul prezintă o orbită caracterizată de o semiaxă mare de 2,279178 UAi, o excentricitate de 0,13, o înclinație de 5,82338 ° în raport cu ecliptica.